# Ice-Felix M18 series
Ice-Felix M18 series (M18 series) је професионални рачунар фирме Ice-Felix који је почео да се производи у Румунији током 1981. године.
Користио је источноевропска верзија процесора Intel 8080 а RAM меморија рачунара је имала капацитет од 64 KB. 
Као оперативни систем коришћен је M18-ROS и побољшане верзије, касније CP/M.

## Детаљни подаци
Детаљнији подаци о рачунару M18 series су дати у табели испод.
|                       |                                                         |
| [ 1 ]                 |                                                         |
| Произвођач            |                                                         |
| Тип                   | професионални рачунар                                   |
| Меморија              | 64 KB                                                   |
| Поријекло             | Румунија                                                |
| Година                | 1981                                                    |
| Тастатура             | зависно од коришћеног видео-терминала                   |
| Процесор              | источноевропска верзија процесора                       |
| Фреквенција процесора | непознато                                               |
| RAM                   | 64 KB                                                   |
| ROM                   | непознато                                               |
| Текст                 | зависно од коришћеног видео-терминала, углавном 80 x 25 |
| Графика               | нема                                                    |
| Боја                  | једна боја                                              |
| Звук                  | непознато                                               |
| Димензије             | непознато                                               |
| Портови               |                                                         |
| Оперативни систем     | и побољшане верзије, касније                            |